# Campeonato Mato-Grossense de Futebol de 2016
O Campeonato Mato-Grossense de Futebol de 2016 foi a 73ª edição do torneiro realizado no estado de Mato Grosso e organizado pela Federação Mato-Grossense de Futebol. O campeonato contou com a participação de 11 equipes divididas em dois grupos.

## Regulamento
Na primeira fase, as 11 equipes enfrentaram-se em turno e returno dentro de seus próprios grupos. As quatro melhores de cada chave se classificam, enquanto o sextos colocado do grupo A foi rebaixado.
Na segunda fase, os oito times dividem-se novamente em dois grupos e se enfrentam em turno e returno. Classificam-se para as semifinais os dois melhores de cada grupo.
Em caso de igualdade na pontuação, são critérios de desempate nas fases de pontos corridos:
- 1) mais vitórias;
- 2) melhor saldo de gols;
- 3) mais gols pró;
- 4) confronto direto;
- 5) sorteio.

Semifinal e final serão disputadas em mata-mata. A semifinal será em jogo único e a decisão com jogos de ida e volta. No caso de empate em pontos, vale o saldo de gols e, persistindo a igualdade, a decisão de vaga ou título vai para a disputa de pênaltis. O campeão e o vice representarão Mato Grosso na Copa do Brasil de 2017 e na Copa Verde de 2017. Já os dois melhores colocados ganharão vaga no Série D de 2016.

## Equipes participantes
| Equipe             | Cidade             | Estádio          | Capacidade | Títulos (mais recente) |
| ------------------ | ------------------ | ---------------- | ---------- | ---------------------- |
| AA Araguaia        | Barra do Garças    | Zeca Costa       | 5 000      | 0 (não possui)         |
| Cacerense          | Cáceres            | Geraldão         | 6 500      | 1 (2007)               |
| Cuiabá             | Cuiabá             | Arena Pantanal   | 44 000     | 5 (2014)               |
| Dom Bosco          | Cuiabá             | Arena Pantanal   | 44 000     | 5 (1991)               |
| Luverdense         | Lucas do Rio Verde | Passo das Emas   | 5 000      | 2 (2012)               |
| Mixto              | Cuiabá             | Arena Pantanal   | 44 000     | 23 (2008)              |
| Operário CEOV      | Várzea Grande      | Arena Pantanal   | 44 000     | 10 (1994)              |
| Operário FC        | Várzea Grande      | Arena Pantanal   | 44 000     | 1 (2006)               |
| Poconé             | Poconé             | Neco Falcão      | 2 000      | 0 (não possui)         |
| Rondonópolis[REC]  | Rondonópolis       | Caldeirão        | 18 000     | 0 (não possui)         |
| Sinop              | Sinop              | Gigante do Norte | 13 000     | 3 (1999)               |
| União Rondonópolis | Rondonópolis       | Caldeirão        | 18 000     | 1 (2010)               |

- REC ^  O Rondonópolis desistiu de participar da competição.[3]

## Fase Final
|  | Semifinais  | Semifinais |   |            | Final | Final | Final | Final |
|  |             |            |   |            |       |       |       |       |
|  | Luverdense  | 2          |   |            |       |       |       |       |
|  | Cuiabá      | 0          |   |            |       |       |       |       |
|  | Cuiabá      | 0          |   | Luverdense | 0     | 1     | 1     |       |
|  |             |            |   | Luverdense | 0     | 1     | 1     |       |
|  |             | Sinop      | 0 | 0          | 0     |       |       |       |
|  | Sinop       | Sinop      | 0 | 0          | 0     | 3     |       |       |
|  | Sinop       |            |   |            |       | 3     |       |       |
|  | AA Araguaia | 1          |   |            |       |       |       |       |

## Premiação
| Campeonato Mato-Grossense de 2016 |
| --------------------------------- |
| LUVERDENSE Campeão (3º título)    |

## Classificação Final
- Rondonópolis desistiu da competição e foi automaticamente rebaixado.
- Poconé foi rebaixado por ser o último colocado de seu grupo, que haviam mais times.
- ^  Exceto Luverdense e Cuiabá.